# Beach soccer en France
Le beach soccer en France est un sport en pleine expansion.

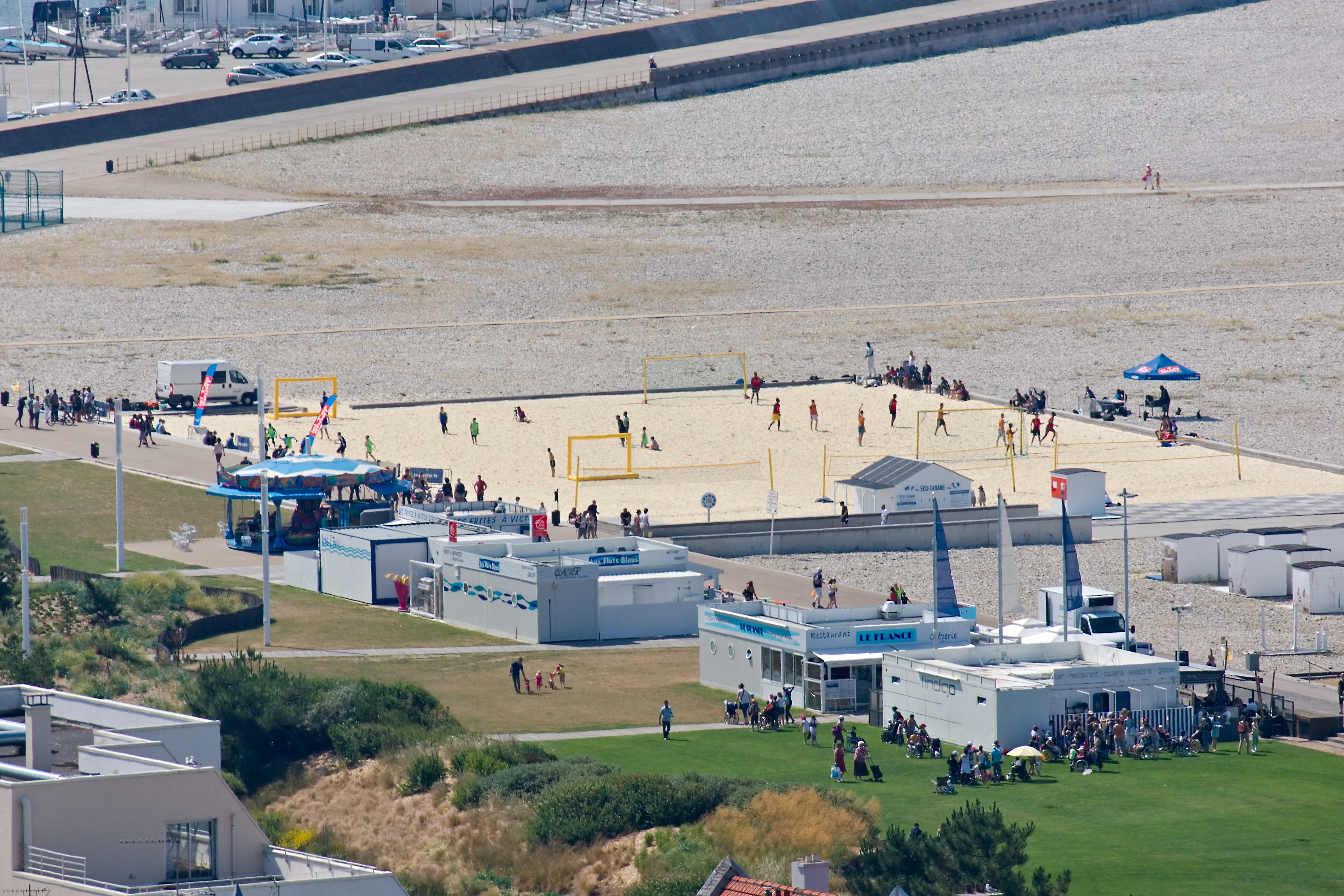
Beach soccer sur la plage du Havre en 2013.

## Histoire

### Essor avec l'équipe de France (1997-2009)
Dès la fin de sa carrière de footballeur, Éric Cantona se consacre au beach soccer. Il devient ambassadeur du beach-soccer en France avec son frère Joël. En 1999, celui-ci prend les droits de la Beach Soccer Worldwide en tant que promoteur, la BSWW qui est elle-même affiliée à la FIFA.

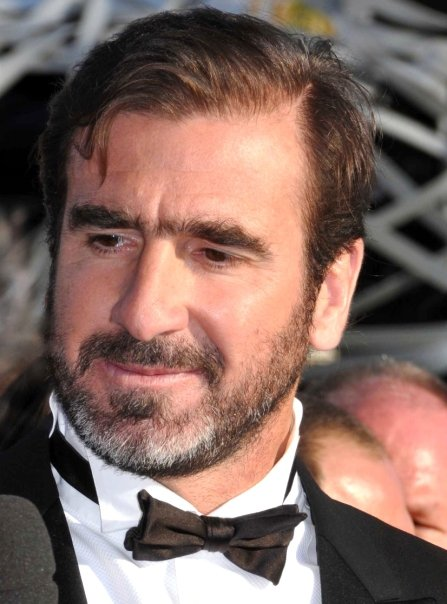
Éric Cantona, ambassadeur du beach soccer français.

En 2004, les trois étapes du Pro Beach Soccer Tour se déroule en France et voit plusieurs matchs d'exibition avoir lieu à Palavas, en Corse puis à Paris-Bercy. Lors du dernier tournoi dans la capitale française, les spectateurs voient évoluer d'anciens joueurs du Paris Saint-Germain, du FC Porto mais aussi la sélection brésilienne ainsi que des dream team française, européen et mondiale.
En 2005, Éric Cantona emmène les Bleus vers leur premier titre mondial après celui européen décroché l'année précédente qui créé un véritable engouement dans l'hexagone auprès du beach soccer. Trois des cinq échéances du Pro Beach Soccer Tour ont lieu en France cette année-là.
L'équipe de France termine ensuite sous les ordres du King à la 3e place de la coupe du monde 2006, vice-champion de l'Euro Beach Soccer Cup et une 4e au Mondial de 2007. Malgré son charisme, la sélection française régresse par la suite.
Parallèlement au circuit professionnel reconnu par la FIFA, la Fédération française de football se veut de développer les différentes variantes du football, et c’est dans ce sens qu’elle met en place le Beach Soccer Tour, organisé par la société Joël Cantona Organisation dont la première édition a lieu en 2001 sur douze villes étapes. L’implication de cette dernière insuffle une nouvelle dynamique au Beach Soccer en France qui s’inscrit ainsi dans une logique de développement national à long terme.
En 2008 pour la première fois depuis sa création, la Coupe du monde quitte le continent Sud-Américain pour se dérouler sur le site du Prado à Marseille.

### Développement poussif (depuis 2009)
Entre 2009 et 2012, l'équipe de France connait un vrai trou. Elle n'arrive à se qualifier à aucune des trois coupes du monde (2009, 2011 et 2013). Le départ d'Éric Cantona en 2011 ne change rien et les bleus continuent leur descente, luttant pour leur maintien en Division A de l'Euro Beach Soccer League chaque saison.
Le premier championnat de France est créé en 2010. Cette compétition test vise à promouvoir et développer la pratique du beach soccer sur la période mai-juin par des clubs affiliés à la FFF. Elle a pour vocation de devenir à terme un véritable Championnat de France délivrant le titre de Champion de France de Beach Soccer.
Le National Beach Soccer 2010 est le 1er challenge interrégional de Beach Soccer, organisé par la société Joël Cantona Organisation et soutenu par la Fédération française de football et la Ligue du Football Amateur. 
Chaque année voit le nombre de ligues régionales participantes augmenter jusqu'en 2013, véritable première compétition couvrant la France entière. Lors de ses quatre premières éditions, le titre revient à la ville de Marseille (Marseille 12e, Bonneveine BS deux fois puis Marseille BT).
En 2011, Christophe Touchat, fondateur et entraineur du BS Palavas fait le constat du beach soccer français : « Nous sommes très en retard par rapport aux pays voisins comme la Suisse, le Portugal, l'Italie ou encore l'Espagne. Là bas sont organisés des championnats avec plusieurs divisions et les infrastructures sont bien meilleures. Malgré tout, nous sommes sur la bonne voie. Il y a encore du travail mais j'espère que d'ici quelques années, nous rattraperons notre retard pour être parmi les meilleurs dans le beach soccer international ».
Mi-avril 2015, la FFF décide de mettre fin à l’équipe de France de beach soccer. Au moment où le beach soccer connaît un développement certain, aussi bien au niveau régional que national, avec notamment la mise en place de championnats régionaux et d'inter-Ligues, la création de nombreux clubs, en même temps que la multiplication des installations. « Il faut maintenir l'équipe de France si on veut que le beach soccer continue. Si on veut le tuer, il n'y a qu'à la supprimer » déclare alors Alain Porcu, président de la Ligue de la Méditerranée et chef de délégation de la sélection. L'équipe nationale est finalement maintenue.

## Compétitions/évènements

### FFF Beach Soccer Tour (depuis 2001)
Depuis 2001, la Fédération française de football et la Ligue de Football Amateur organisent chaque année, par le biais de la société Joël Cantona Organisation, le FFF Beach Soccer Tour. Initié et encadré par des éducateurs diplômés et des professionnels de l'évènement sportif, cette manifestation permet de s'essayer gratuitement au beach soccer, sous forme d'initiations, animations et tournois, dans le but d'étendre cette discipline dans l'hexagone,.
Lors de l'édition 2014, le FFF Beach Soccer Tour possède 13 étapes et des partenaires à la réputation bien établie telle que Crédit agricole, Nike, Fun Radio, Pitch ou Powerade.

### Beach Soccer France et Tour IBS (depuis 2004)
Depuis 1994 et un premier match face au Brésil perdu 21 à 2, Yvon Franzoni n'a de cesse de développer et promouvoir le Beach Soccer en France et dans le monde. Ainsi né l'International Beach Soccer Tour (Tour IBS), une compétition professionnelle qui se déroule sous forme d'une tournée européenne faisant étape dans plusieurs pays dont la France, l'Italie, les Pays-Bas...
Créé en 2004, Beach Soccer France est né de la passion d'Yvon Franzoni pour le beach soccer et des joueurs d’exceptions, et de la volonté de créer un événement unique et accessible à tous. Aujourd'hui, Beach Soccer France c'est une équipe de joueurs professionnels, qui participe aux compétitions internationales de Beach Soccer et notamment au Tour IBS et une équipe qui organise et gère des événements et tournois de Beach Soccer, notamment les étapes françaises du Tour IBS.
Le groupe France en 2012 :
- Manager et sélectionneur : Yvon Franzoni
- Responsable médical : Docteur Michel Gaillaud
- Gardiens : Franck Zingaro, Pegguy Arphexad, Stéphane Porato
- Joueurs de champs : William Ayache, Alain Boghossian, Alexandre Bonnot, Nasser Boucenna, Jairzinho Cardoso, Cédric Charlet, Vincent Cobos, Jérôme Coullomb, Jean-Pierre Cyprien, Frédéric Danjou, Olivier Echouafni, David Ginola, Bernard Lambourde, Laurent Leroy, Marc Libbra, Mickaël Marsiglia, Frédéric Meyrieu, Stéphane Micaelli, Sébastien Pérez, Éric Roy

### Championnat de France (depuis 2010)
La principale compétition de beach soccer en France est le Championnat de France aussi appelé National Beach Soccer. Elle est gérée par la FFF qui en délègue la gestion à la société Joël Cantona Organisation. Il a lieu tous les ans depuis 2010 et se déroule en deux tours : le premier régional (les ligues pouvant faire un tour précédent à l'échelle départementale si elles le désirent) et la phase finale réunissant les champions régionaux en un même lieu pour déterminer le champion de France. Son pendant féminin est créé en 2017.

## Infrastructures
À l'heure du National Beach Soccer 2015, en France métropolitaine, on ne compte que 42 terrains disponibles.

## Clubs
| Clubs                        | Ligue régionale    | Victoire(s) | Podium |
| ---------------------------- | ------------------ | ----------- | ------ |
| Grande Motte Pyramide BS     | Occitanie          | 5           | 6      |
| Marseille BT                 | Méditerranée       | 2           | 4      |
| Marseille 12e                | Méditerranée       | 2           | 3      |
| Bonneveine BS                | Méditerranée       | 2           | 2      |
| BS Palavas / Montpellier HBS | Occitanie          | -           | 7      |
| FC Saint-Médard-en-Jalles    | Nouvelle-Aquitaine | -           | 4      |

Mise à jour  : 2022

## Joueurs célèbres
Joueurs français célèbres de l'équipe de France de beach soccer :
- Jean-Marie Aubry
- Éric Cantona
- Jean-Christophe Devaux
- Yannick Fischer
- Sébastien Hamel
- Ronan Le Crom
- Marc Libbra
- Frédéric Mendy
- Pascal Olmeta
- Mickaël Pagis
- Sébastien Pérez
- Stéphane Porato

## Médias
Le beach soccer ne bénéficie pas d'une couverture médiatique importante en France. Outre quelques sites spécialisé dans le football diversifié tel que number5.fr, mag5.fr et beachsoccer.fr, il est difficile d'obtenir des informations et actualités sur le beach-soccer en France.
À la télévision, les matchs de équipe de France ont été largement diffusés à l'époque des victoires en tournois majeurs que l'on peut aussi attribuer à la présence d'Éric Cantona. Depuis son départ du poste de sélectionneur l'exposition médiatique a fortement diminué. Les autres compétitions françaises comme championnat de France ne sont pas retransmises.